# Mercedes-Benz W207
Mercedes-Benz W207 (торгова назва: купе Е-класу або кабріолет класу Е-класу) - верхня модель легкового автомобіля середнього класу від Mercedes-Benz, яка вироблялася з 2009 по 2017 рік.
Він замінив CLK-клас 209 серії  і був доступний як купе (C 207) і кабріолет (A 207). Версії седан і універсал утворили незалежну серію 212 як W 212 і S 212.

## Опис

### Купе C207
Купе Е-класу (код кузова С207) прийшло на зміну Mercedes-Benz CLK. Автомобіль був представлений на Женевському автосалоні в 2009 році. Це друге купе в сімействі Е-класу після W124 кузова. Автомобіль розроблено на базі Mercedes-Benz W204. Купе Е-класу в базовій комплектації E 220 CDI BlueEFFICIENCY є самим обтічним серійним автомобілем у світі, маючи Cx всього 0,24, для решти модифікацій 0,27-0,28. Збирається купе на заводі в місті Бремені.

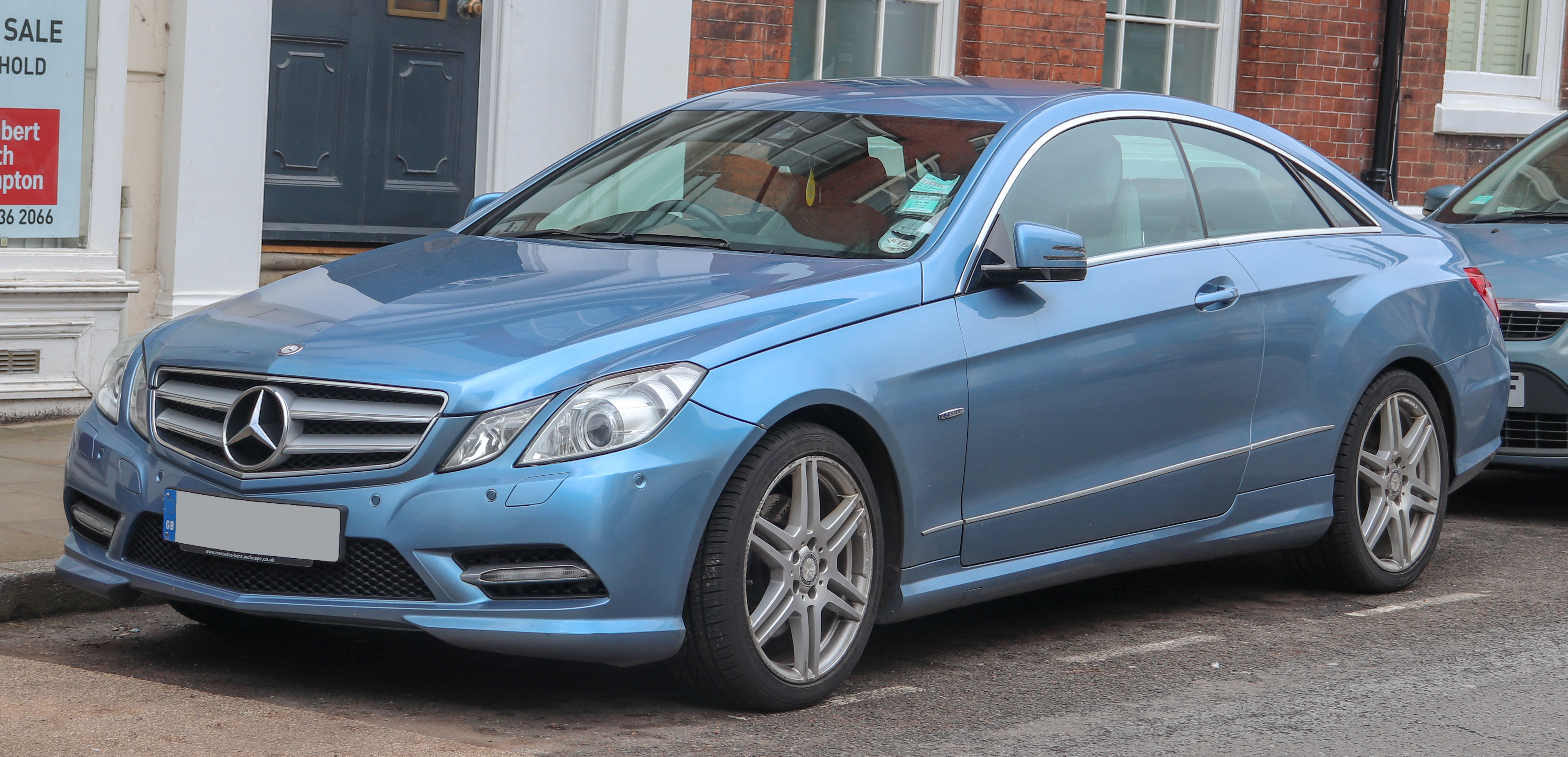
Mercedes-Benz C207 (2009-2010)
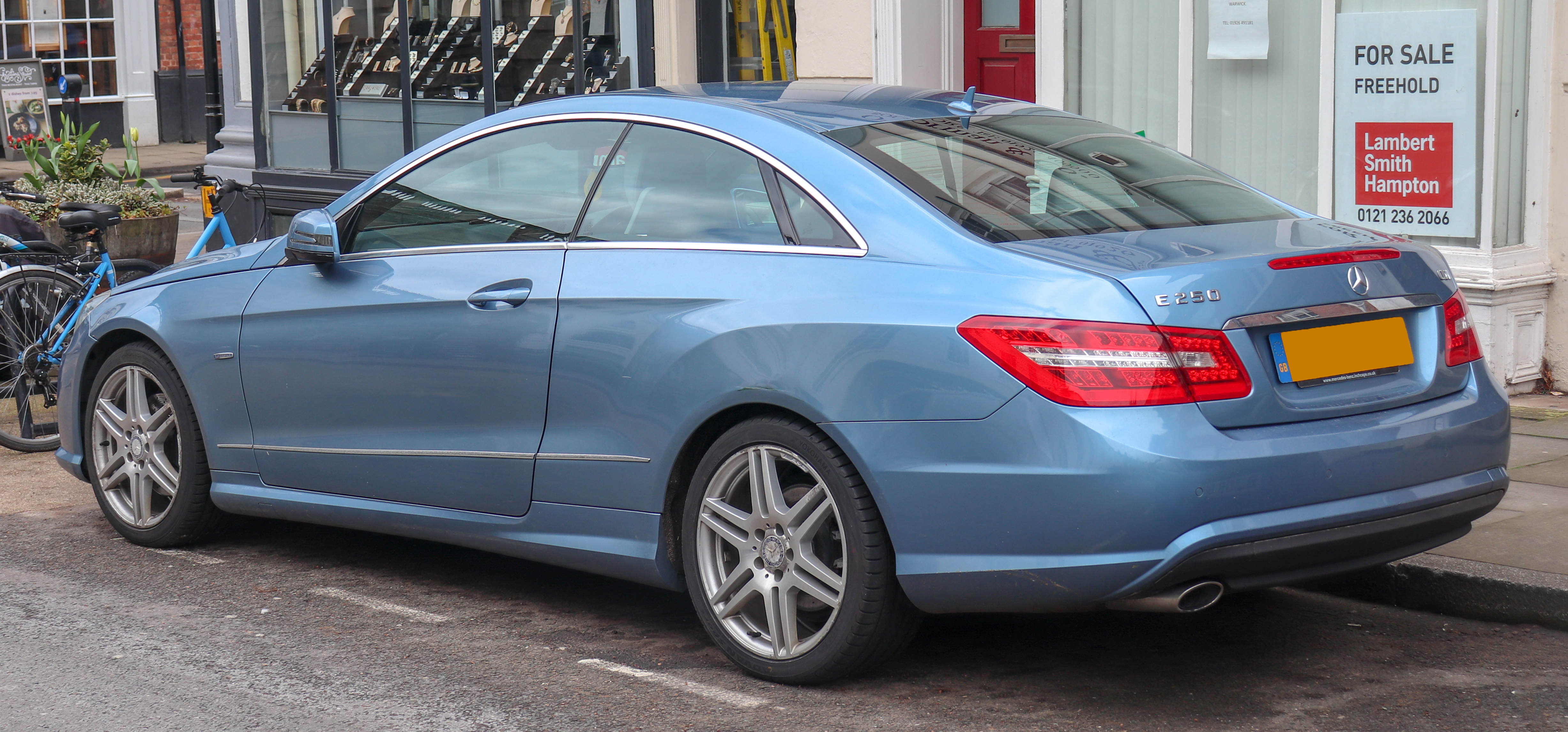
Mercedes-Benz C207 (2009-2010)
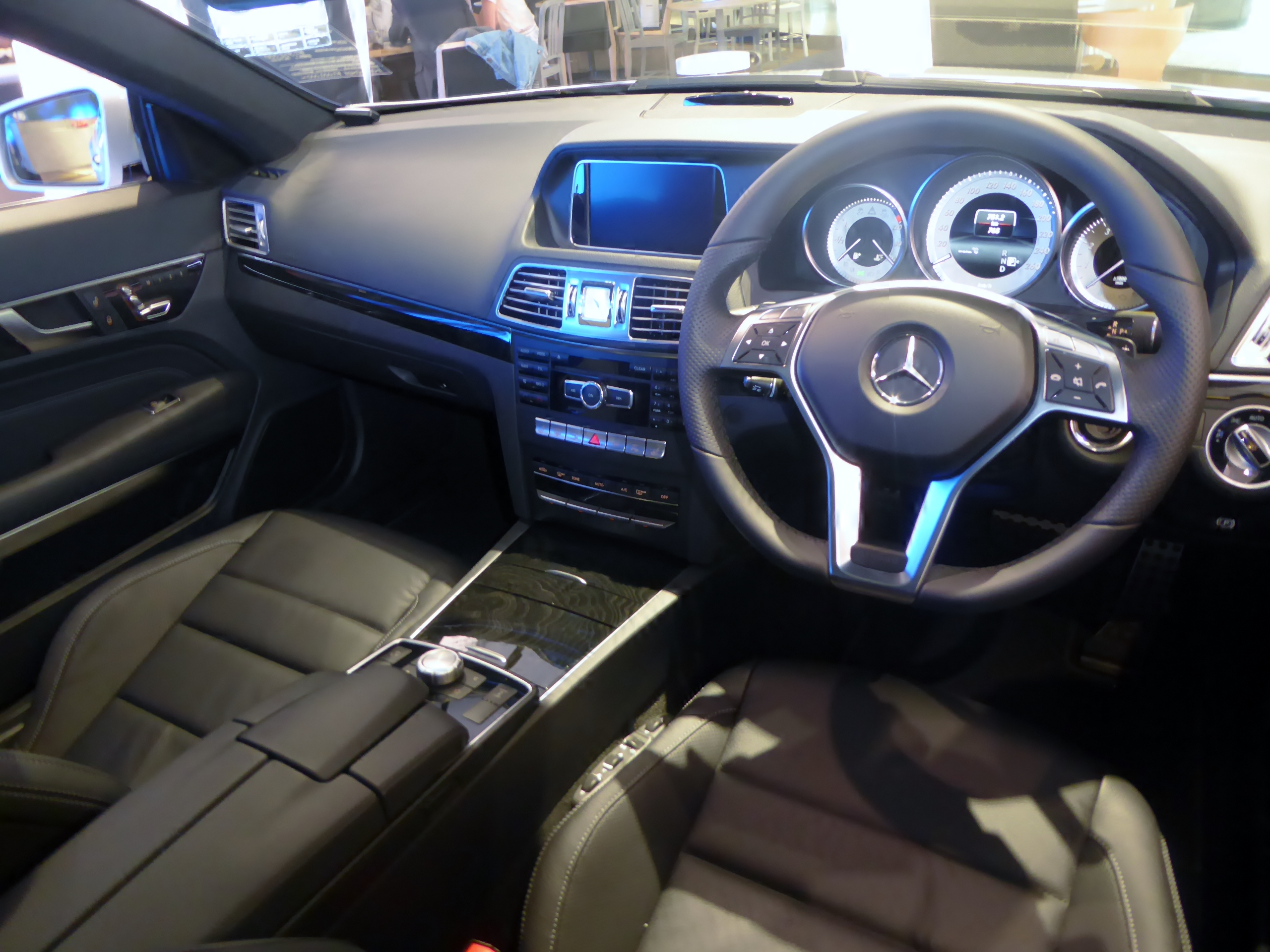

### Кабріолет A207
Mercedes-Benz E-клас в кузові кабріолет (код кузова A207) прийшов на зміну Mercedes-Benz CLK Cabriolet. Кабріолет був представлений публіці на Північноамериканському міжнародному автосалоні в 2010 році. Це другий кабріолет в сімействі Е-класу після W124 кузова.
Для американців були доступні кабріолети з бензиновим 272-сильним V6 3.5 л (Е 350) або 388-сильною «вісімкою» 5.5 (Е 500). А для європейських покупців були доступні також двигуни CGI і CDI серії BlueEfficiency (від 170 до 292 к.с.).
Кабріолет оснащений тканинним м'яким дахом, що складається, який складається або відкривається за 20 секунд, причому зробити це можна або з кнопки управління дахом з салону, або кнопкою на ключі. Механізм даху замовляється у фірми Karmann. За завіреннями Mercedes-Benz дах розрахована на 20000 циклів складання. Кабріолет оснащений системами AirScarf і AirCap. AirScarf — підводить тепле повітря до шиях водія і переднього пасажира. А при активуванні AirCap висуваються спойлер з верхньої рамки вітрового скла та вітрової екран за підголівниками задніх сидінь, які відводять потоки повітря при русі автомобіля, завдяки чому в салоні тихо і безвітряно.

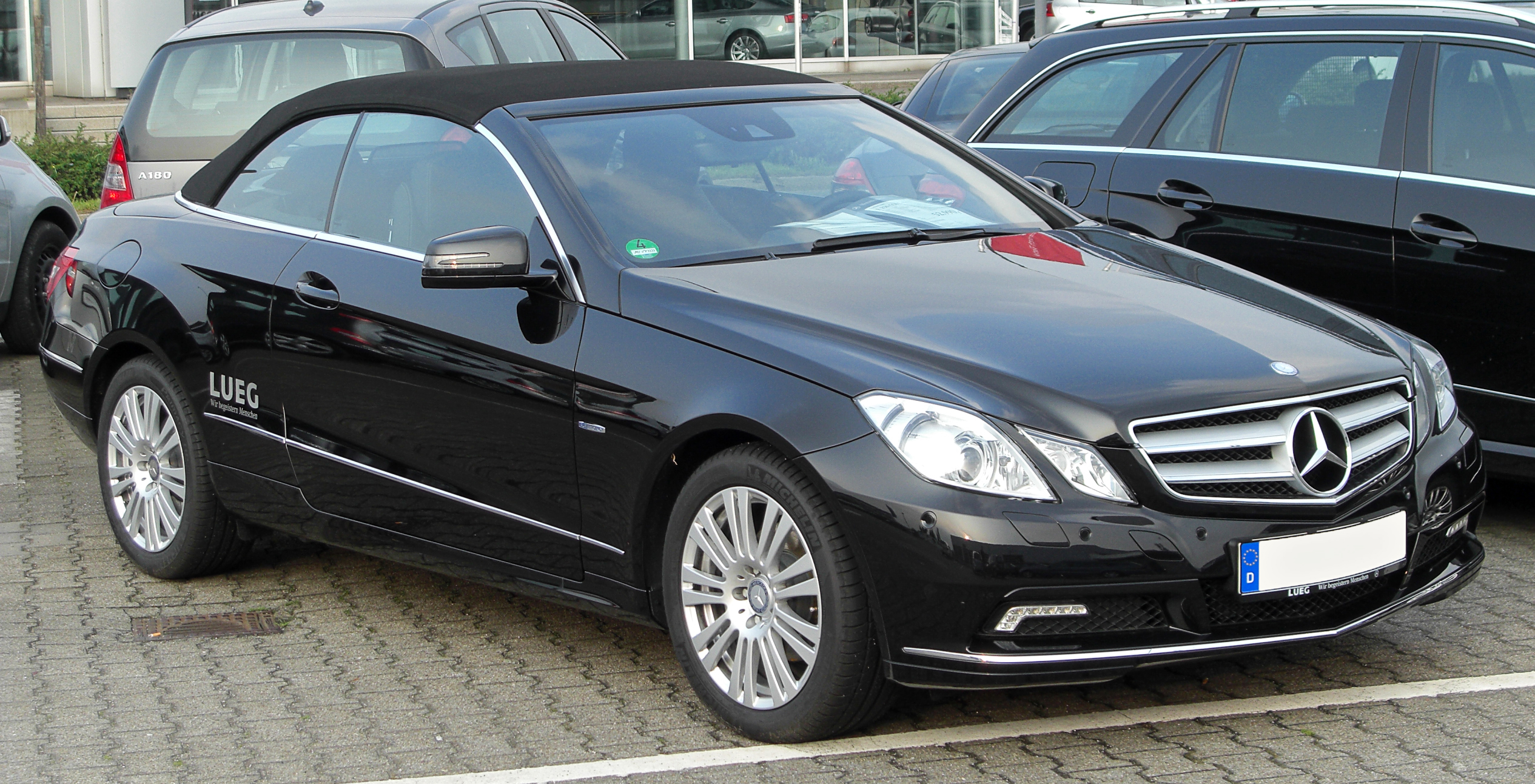
Mercedes-Benz A207 (2010-2011)
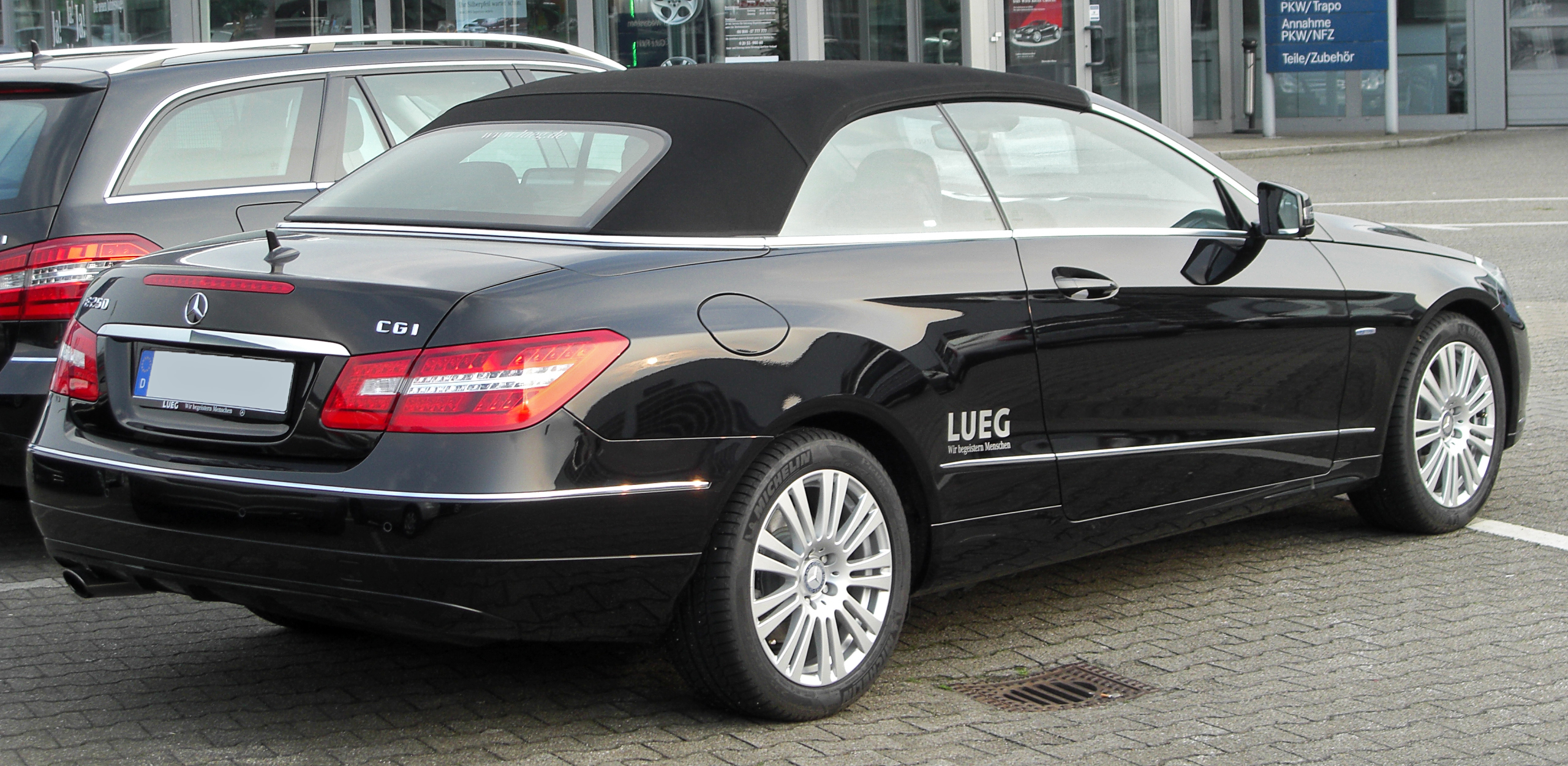
Mercedes-Benz A207 (2010-2011)

### Рестайлінг 2013
1 червня 2013 року були представлені оновлені купе та кабріолети E-класу.
З жовтня 2013 року купе опціонально доступне з повним приводом 4MATIC. Це зарезервовано для купе E 350.

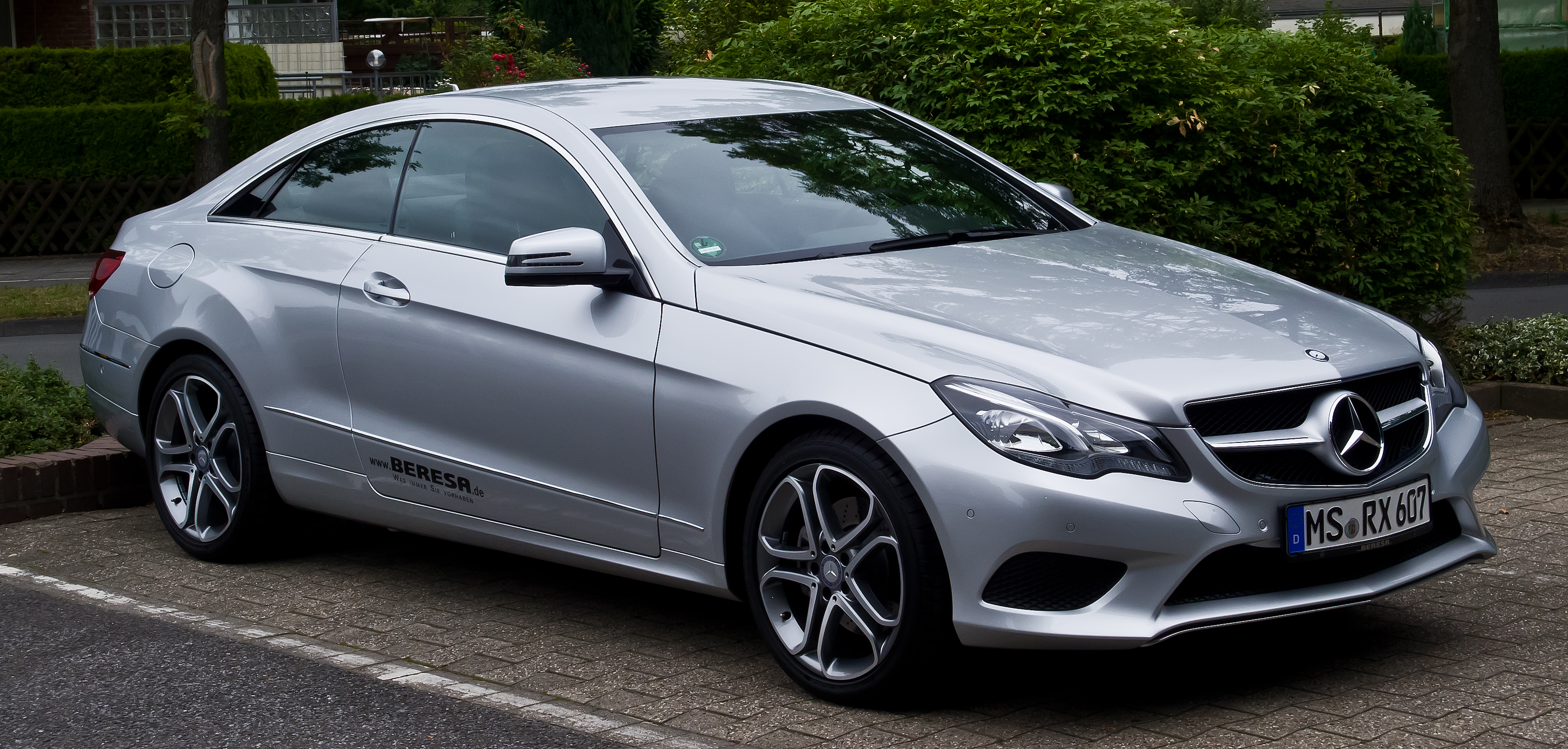
Mercedes-Benz C207 (з 2013)
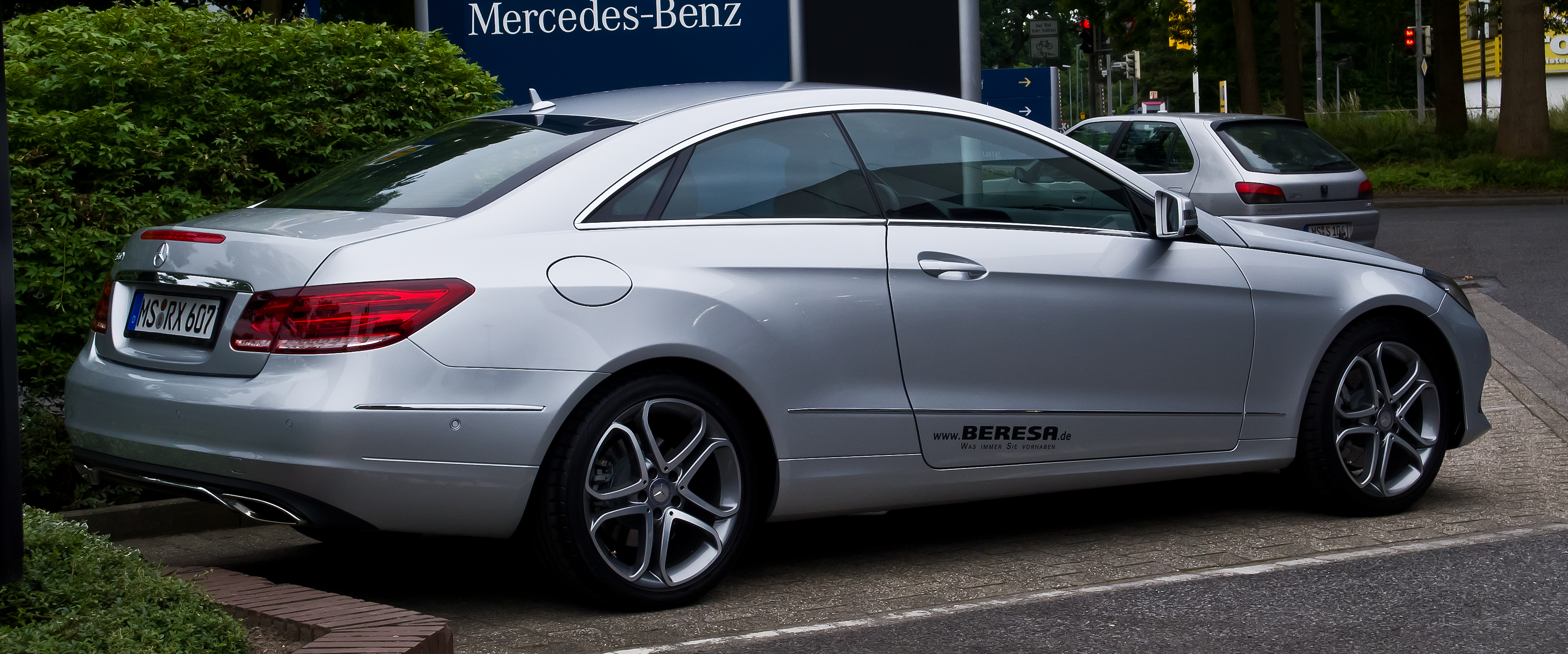
Mercedes-Benz C207 (з 2013)

## Двигуни
Бензинові:
- 1.8 L M271 turbo I4
- 2.0 L M274 turbo I4
- 3.0 L M276 DE30LA twin-turbo V6
- 3.5 L M276 DE35 V6
- 3.5 L M272 V6
- 4.7 L M278 twin-turbo V8
- 5.5 L M273 V8

Дизельні:
- 2.1 L OM651 twin-turbo I4
- 3.0 L OM642 turbo V6